# ジェイムス・リザーランド
ジェイムス・リザーランド（James Litherland、1949年9月6日 - ）は、プログレッシブ・ロック・バンド、コロシアムの創設メンバーとして最もよく知られているイングランドの歌手にしてギタリストである。イングランドのランカシャー州サルフォードで生まれた。彼は歌手にして音楽プロデューサーのジェイムス・ブレイクの父親である。

## ディスコグラフィ
ソロ・アルバム
- 4th Estate (2006年)
- Real Men Cry (2006年)
- Back 'N Blue (2017年)

コロシアム
- 『コロシアム・ファースト・アルバム』 - Those Who Are About to Die Salute You (1969年)
- 『ヴァレンタイン組曲』 - Valentyne Suite (1969年)
- 『グラス・イズ・グリーナー』 - The Grass Is Greener (1970年) ※アメリカのみ発売

モーグル・スラッシュ
- 『モーグル・スラッシュ』 - Mogul Thrash (1971年) ※旧邦題『炸裂！モーグル・スラッシュ』

Bandit
- Bandit (1976年)
- Partners in Crime (1978年)

参加アルバム
- The Fureys : Finbar Furey (1968年)
- ジェイド : 『フライ・オン・ストレンジウイングス』 - Fly On Strangewings (1970年)
- エドワーズ・ハンド : 『ストランデッド』 - Stranded (1970年)
- エドワーズ・ハンド : Rainshine (1971年)
- ロング・ジョン・ボールドリー : Everything Stops for Tea (1972年)
- レオ・セイヤー : 『ジャスト・ア・ボーイ』 - Just a Boy (1974年)
- スティーヴ・マリオット : 『マリオット』 - Marriott (1976年)
- アレクシス・コーナー : The Party Album (1979年)